# Ebnat-Kappel
Ebnat-Kappel est une commune suisse du canton de Saint-Gall, située dans la circonscription électorale de Toggenburg.

Photo aérienne prise à 100 m par Walter Mittelholzer (1919)

## Personnalités
- Anna Mürset (1887-1975), militante suisse
- Jean Auguste Ulric Scheler (1819-1890), philologue belge.